# فورموسا الهولندية
جزيرة تايوان، تعرف تاريخياً باسم فورموسا كانت تحت الحكم الاستعماري الهولندي من 1624 إلى 1662. في سياق عصر الاستكشاف أسست شركة الهند الشرقية الهولندية وجودها في تايوان كي تتاجر مع الصين واليابان، وأيضاً كي تمنع التجارة والنشاطات الإستعمارية للإمبراطورية البرتغالية والإمبراطورية الإسبانية في شرق آسيا. شهدت تايوان نموًا اقتصاديًا في فترة الحكم الهولندي، شمل هذا التطور توسع مجال صيد الغزلان واستثمار الرز والسكر عن طريق اليد العاملة من الهان من إمبراطورية مينغ الصينية. حاول الهولنديون أيضًا تبديل ديانة السكان إلى المسيحية، وكبح معالم الثقافة المحلية والتقاليد التي لم يجدوها مناسبة، مثل صيد الرؤوس والإجهاض القسري والتعري العلني.
لم يكن وجود الهولنديين أمرًا مرحبًا به بشكل عام، وواجهت حركات الانتفاضة التي قام بها كل من السكان الأصليين والوافدين من الهان قمعًا من الجيش الهولندي في أكثر من مناسبة. مع صعود سلالة تشينغ إلى السلطة في بدايات القرن السابع عشر، قطعت شركة الهند الشرقية الهولندية علاقاتها مع سلالة مينغ وتحالفت بدلًا عنها مع سلالة تشينغ، مقابل الحق في استخدام طرق التجارة والنقل البحري الخاصة بهم. وصلت الفترة الاستعمارية إلى نهايتها بعد حصار قلعة زيلانديا من قبل جيش كوسينغيا عام 1662 الذي أدى إلى انهيار المستعمرة الهولندية وطرد الهولنديين وتأسيس مملكة تونغنينغ الموالية لسلالة مينغ والمعادية لسلالة تشينغ.

## التاريخ

### خلفية تاريخية
في بداية القرن السابع عشر، كانت القوات الإسبانية والبرتغالية الكاثوليكية معادية لإنجلترا وهولندا ذاتي الغالبية البروتستانتية، مما أدى في كثير من الأحيان إلى حروب مفتوحة في أوروبا وفي المستعمرات الآسيوية. حاول الهولنديون في البداية التجارة مع الصين عام 1601 لكنهم قوبلوا بالرفض من قبل السلطات الصينية التي كانت تملك اتفاقات تجارية مسبقة مع البرتغاليين في مكاو منذ عام 1535.
في حملة بحرية منطلقة عام 1604 من باتافيا (القاعدة المركزية للهولنديين في آسيا)، انطلق الأدميرال فان فارفايك لمهاجمة مكاو، لكن قواته انجرفت بسبب عاصفة بحرية قادتها إلى بسكادورز (المدعوة حاليًا باسم بينغو)، وهي مجموعة جزر تبعد 30 ميلًا (50 كيلومترًا) غرب فورموسا (تايوان). عند الوصول إلى هناك، حاول الأدميرال التفاوض حول شروط التجارة مع الصينيين على اليابسة الصينية، لكنهم طلبوا منه دفع مبلغ باهظ مقابل الحصول على شرف المقابلة. محاطًا بالأسطول الصيني ذي التفوق الواضح، عاد الأدميرال بدون تحقيق أي من أهدافه.
حاولت شركة الهند الشرقية الهولندية استخدام القوة لإجبار الصين على افتتاح مرفأ في فوجيان من أجل التجارة وطلبت من الصين طرد البرتغاليين -الذين كانوا على حرب معهم في الحرب الهولندية البرتغالية- من مكاو. هاجم الهولنديون سفن الشحن الصينية بعد عام 1618 وأخذوا البضائع رهينة في محاولة غير ناجحة لإجبار الصين على قبول طلباتهم.
في عام 1622، بعد هجوم هولندي فاشل آخر على مكاو (المحطة التجارية البرتغالية منذ 1557)، أبحر الأسطول إلى جزر بسكادورز بشكل مقصود هذه المرة، وأسس هناك قاعدة في ماغونغ. بنوا قلعة باستخدام اليد العاملة المجبرة التي سخروها من بين السكان الصينيين الأصليين. يقال أن شروط العمل كانت شديدة الصعوبة والحصص الغذائية قليلة لدرجة أن 1300 إلى 1500 عامل صيني مستعبد ماتوا خلال عملية البناء. في العام ذاته تحطمت سفينة هولندية مدعوة باسم الأسد الذهبي في لامي قرابة الساحل الجنوبي الغربي لفورموسا، وقتل السكان الأصليون الناجين من الغرق. في العام التالي وصل أوائل التجار الهولنديين إلى الجزيرة، راغبين باستخدامها كقاعدة للتجارة الهولندية مع اليابان والمناطق الساحلية في الصين.
طلب الهولنديون من الصين فتح الموانئ في فوجيان أمام التجارة الهولندية. رفضت الصين محذرة الهولنديين بأن بسكادورز أرض صينية. طلب شانغ تشوتسو الحاكم الصيني لفوجيان من الهولنديين الانسحاب من بسكادورز إلى فورموسا حيث سوف يسمح لهم الصينيون بالانخراط في التجارة. أدى هذا إلى نشوب حرب بين الهولنديين والصينيين بين عامي 1622 – 1624 انتهت بنجاح الصينيين بجعل الإنكليز يتخلون عن البسكادورز وينسحبون إلى فورموسا. هدد الهولنديون بأن الصينيين سيواجهون غارات على المرافئ وسفن الشحن ما لم تسمح لهم الصين بالتجارة على بسكادورز وألا تتاجر الصين مع مانيلا بل فقط مع الهولنديين في باتافيا وسيام وكمبوديا.
إلا أن الهولنديين اكتشفوا في وقت لاحق أن الصين -على عكس ممالك جنوب شرق آسيا- لم تكن فريسة سهلة يستهان بها. بعد أن طلب منهم شانغ الانساب إلى فورموسا في التاسع عشر من سبتمبر عام 1622، شن الهولنديون هجمة على أموي في أكتوبر ونوفمبر. كان هدف الهولنديين هو «إقناع الصينيين بالتجارة عن طريق استخدام القوة أو بفعل الخوف» من خلال الهجوم على فوجيان وسفن الشحن من بسكادورز. نصب الكولونيل الصيني لي كونغ هوا مدفعيات طويلة المدى على أموي كوسيلة دفاعية ضد الهولنديين.
في محاولة هولندية لإجبار الصين على فتح أحد المرافئ عام 1623، أُرسلت 5 سفن هولندية إلى شبه جزيرة ليواو لتنتهي العملية بالفشل بالنسبة للهولنديين الذين وقع عدة بحارة منهم في الأسر وخسروا إحدى السفن. ردًا على تسخير الهولنديين للأسرى الصينيين كعمال مستعبدين وتحصين قاعدتهم في البسكادورز بخمس سفن أخرى بالإضافة إلى الست الموجودة مسبقًا، أُعطي الحاكم الجديد لفوجيان نان تشوي الإذن ببدء تحضيرات الهجوم على القوات الهولندية في يوليو عام 1623.
هزم الصينيون غارة هولندية على أموي في أكتوبر عام 1623، كما تمكن الصينيون من أسر القائد الهولندي كريستيان فرانكس وحرق واحدة من السفن الهولندية الأربعة. بدأ يو زيغاو هجومًا في فبراير عام 1624 باستخدام السفن الحربية والقوات البرية ضد الهولنديين في البسكادورز في محاولة لطردهم. وصل الهجوم الصيني إلى الحصن الهولندي في الثلاثين من يوليو عام 1624 إذ حاصر الحصن الذي يقوده مارتن سونك 5000 جندي صيني (أو 10 آلاف في بعض المصادر) و 40 – 50 سفينة حربية تحت قيادة يو والجنرال وانغ مينغسيونغ، مما أجبر الهولنديين على التفاوض من أجل السلام في الثالث من أغسطس والرضوخ بالتالي إلى طلبات الصينيين منسحبين من بسكادورز إلى فورموسا. اعترف الهولنديون بأن محاولتهم لإجبار الصين على فتح الموانئ البحرية أمام تجارتهم باءت بالفشل عند هزيمتهم في البسكادورز.
في احتفالات الصينيين بالنصر على «البربريين ذوي الشعر الأحمر» كما كانوا يدعون الهولنديين، طاف نان تشوي بـ 12 جندي هولندي أسير أمام الإمبراطور في بكين. ذُهل الهولنديون لأن عنفهم المفرط لم يفزع الصينيين ولم يثبط عزيمة الهجوم الصيني اللاحق على قاعدتهم في بسكادورز، مما نفى تصورهم العام للصينيين على أنهم «جماعة ضعيفة القلب» بناء على خبرتهم مع شعوب جنوب شرق آسيا.

### السنوات الأولى (1624 - 1625)
كان جنوب غرب تايوان بالفعل موطنًا للسكان الصينيين بتعداد يقارب الـ 15 ألف شخص قبل عام 1623 حين أتى الهولنديون للمرة الأولى. بعد أن قرروا الاستقرار في تايوان وبشكل مشابه للممارسات العسكرية التقليدية في ذلك الوقت، بنى الهولنديون قاعدة دفاعية تعمل كقاعدة للعمليات. بنيت هذه القاعدة على شبه جزيرة تايووان (وهي الآن جزء من أراضي تايوان، في منطقة أنبينغ الحالية). استُبدلت هذه القاعدة العسكرية المؤقتة بعد عدة سنوات بحصن زيلانديا الأكثر متانة وتحصينًا.

### السيطرة المتنامية وفرض السلام على السكان الأصليين (1626 – 1636)
كان التصرف الأول الذي أنجزه الهولنديون هو معاقبة القرى التي عارضتهم بشكل عنيف وتوحيد السكان الأصليين لمصلحة شركة الهند الشرقية الهولندية. كانت الحملة التأديبية الأولى ضد قرى باكلوان وماتاو شمال ساكام قرب تايووان. كانت حملة ماتاو أكثر سهولة من المتوقع، واستسلمت القبيلة بعد التهام النيران للقرية. كما مثلت هذه الحملة تحذيرًا للقرى الأخرى من تيروزن إلى لونغكياو.
بينما استمرت عملية فرض السلام في فورموسا، لم تكن هذه العلاقات طيبة في البحر إذ حاول الهولنديون فرض الضرائب على السفن الصينية العابرة لمضيق تايوان. اندلعت الحرب في النهاية بين سلالة مينغ وبين الهولنديين، وهزم الأدميرال الصيني تشينغ تشيلونغ الهولنديين في معركة خليج لياولوو عام 1633.